# Ултракрепидарианизъм
Ултракрепидаризмът (от латински: Sutor, ne ultra crepidam – Обущарю, не по-високо от обувката) е навикът на хора да дават мнения и съвети по въпроси, които са извън областта на познанието им. В България названието не се употребява в този му вид, а разговорно се означава подигравателно като „многознайковщина“.
Терминът ултракрепидарианист е употребен за първи път публично през 1819 г. от есеиста Уилям Хазлит в отворено писмо до Уилям Гифорд, редактор на „Куортърли Ривю“: „Наричат Ви ултракрепидарен критик“. Терминът е използван отново четири години по-късно, през 1823 г., в сатирата на приятеля на Хазлит Лий Хънт „Ултра-Крепидарий: сатира по Уилям Гифорд“.
Терминът води началото си от придобил известност коментар, направен от Апелес, известен древногръцки художник, към обущар, който критикува неговата картина. Латинската фраза „Sutor, ne ultra crepidam“, предадена от Плиний и по-късно променена от други латински писатели на „Ne ultra crepidam judicaret“, означава, че обущарят не трябва да гледа отвъд собствените си подметки. Смислово преведено, критиците трябва да коментират само теми, по които са компетентни.
Поговорката става популярна и на други езици: на английски „A cobbler should stick to his last“ („Обущарят да си гледа калъпа“), на испански „Zapatero a tus zapatos“ („Обущарю, към обувките ти.“), на нидерландски „Schoenmaker, blijf bij je leest", на датски „Skomager, bliv ved din læst“, на немски „Schuster, bleib bei deinem Leisten“, на полски „Pilnuj, szewcze, kopyta“ (последните четири са еквивалент на „обущарят да си гледа калъпа“) и на руски „Суди, дружок, не свыше сапога“ („Приятелю, не съди над ботуша си“), след поетичното преразказване на легендата от Александър Пушкин.
На български смислово се употребява израза „На всяка манджа мерудия“ или „Пъха си носа навсякъде“.